# Tancredi da Bologna
Tancredi da Bologna, conosciuto anche come Tancredi di Germania e in latino comunemente solo Tancredus (Bologna, 1185 – Bologna, 1236), è stato un giurista e glossatore italiano, rappresentante della scuola di Bologna.

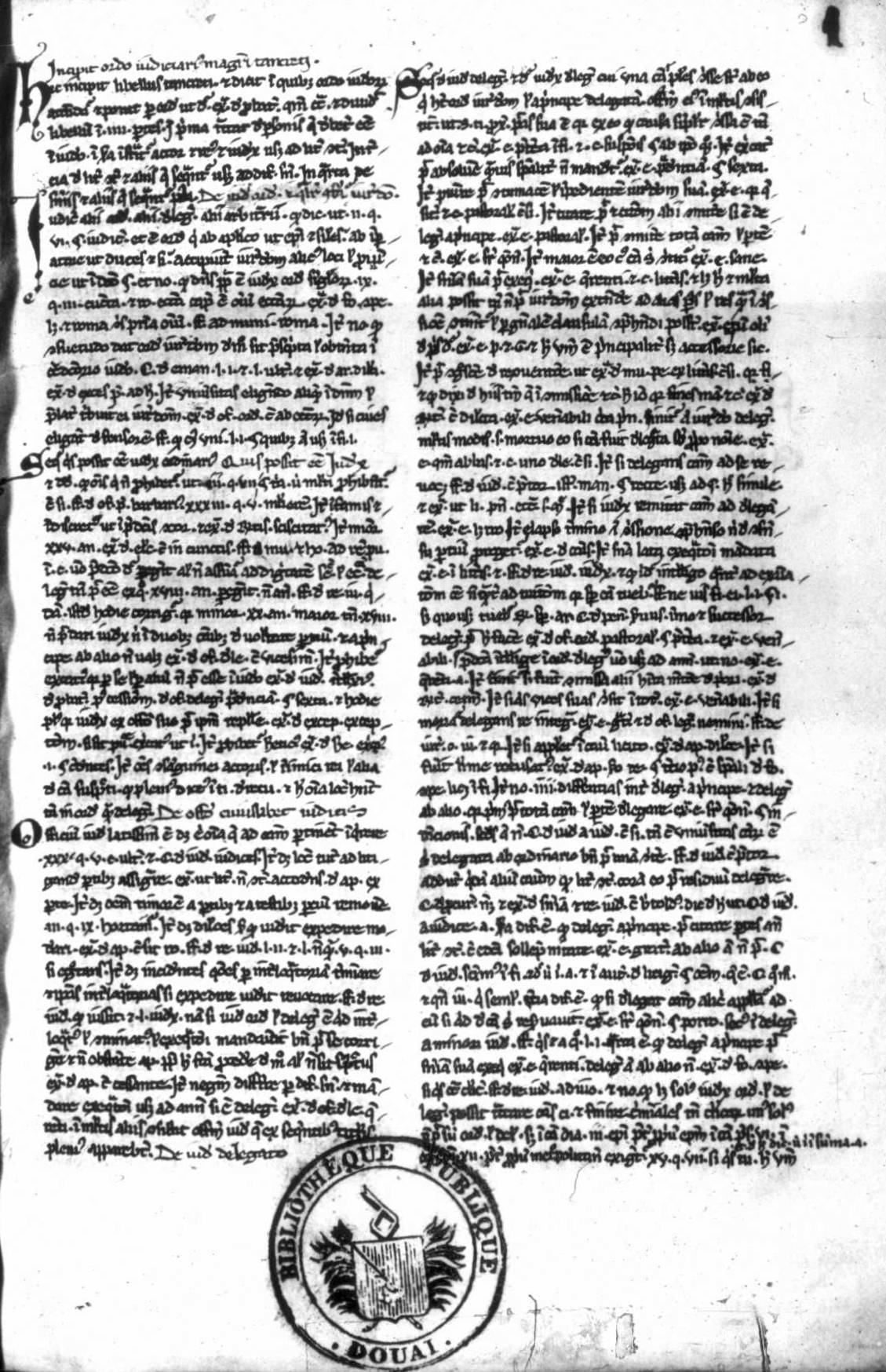
Ordo iudiciarius, manoscritto, XIII secolo. Douai, Bibliothèque Marceline Desbordes-Valmore, Fonds manuscrits, ms. 645.

Era un predicatore e canonista Domenicano. È facilmente confuso con un contemporaneo domenicano, Tancredo Tancredi, e i due sono talvolta indistinguibili nelle fonti e sono stati considerati come una sola persona, anche se questo è notoriamente falso.

## Biografia
Le origini di Tancredi risalgono al Regno di Germania, dove, se si deve credere ai suoi agiografi, egli era un soldato di medio rango alla Corte dell'Imperatore Federico II. Ha studiato diritto canonico con Johannes Galensis e Laurentius Hispanus e il diritto romano da Azzone all'Università di Bologna.
Al più tardi nel 1214, è stato anche docente nella stessa Università (magister decretorum), annoverando tra i suoi allievi Bartolomeo da Brescia.
Aveva la fiducia della Curia romana e goduto di alta reputazione tra i suoi colleghi. Tancredi ha scritto la glossa ordinaria per la Compilationes I, (entrambi 1210-1215, dopo una revisione nel 1220), II e III Quinque compilationes antiquae (1220). Dal 1226 ha scritto una importante glossa sulla Compilatio tertia per conto del Papa Onorio III, che allo scopo gli mandò la Compilatio decretalium. Compilò la Summa de matrimonio (Summa del Matrimonio), dove vi è l'influenza di Raimondo di Peñafort, così come l'Ordo iudiciarius, completato nel 1216, che fu il culmine della letteratura procedurale dei glossatori; fu tradotto in tedesco e in francese, il che indica la sua importanza per la pratica giuridica medievale. 
Il suo Ordo iudiciarius, una rappresentazione del sistema giudiziario e di diritto canonico e la causa civile, come gli scritti alle tre compilazioni, saranno la base di tutte le opere successive su questo argomento e funsero da glossa ordinaria fino alla diffusione della collezione gregoriana Nova Compilatio Decretalium.
Ha sostenuto la dottrina emergente della Infallibilità papale e la setta degli Umiliati. È stato uno degli insegnanti di Bernardo di Botone.
Si trovava a Bologna quando ha ricevuto l'abito da frate da Domenico di Guzmán o da Reginaldo da Bologna, per la tradizione tra il 1218 e il 1220, anche se era già attivo come scrittore a Bologna negli anni 1210–15. Uno dei suoi primi incarichi come prete domenicano fu quello di priore del nuovo convento dell'ordine a Santa Sabina a Roma.
Alcune fonti datano la morte nel 1230.

## Opere
- Ordo iudiciarius, Ed. Bergmann, Friedrich: Pillii, Tancredi, Gratiae Libri de iudiciorum ordine. Göttingen, 1842 (Nachdruck 1965), S. 87-316 online su archive.org
- Summa de matrimonio, Ed. Wunderlich, Agathon, Göttingen, 1841 (DE)
- Summula de criminibus. Ed. Fraher, Richard M.: Tancred's 'Summula de criminibus'. (Un testo nuovo e una chiave per l'Ordo iudiciarius) A new text and a key to the 'Ordo iudiciarius'. in: Bulletin of Medieval Canon Law, Vol. 9 (1979), S. 29-35 (EN)

### Manoscritti
- Ordo iudiciarius, XIII secolo, Douai, Bibliothèque Marceline Desbordes-Valmore, Fonds manuscrits, ms. 645.
  -  Ordo iudiciarius, XIII secolo, Lincoln, Cathedral Chapter Library, Manuscripts, MS 124.
  -  Ordo iudiciarius, XIII secolo, Brugge, Stadsbibliotheek, Manuscripten, Ms. 355,  ff. 113r-186v.
  -  Ordo iudiciarius, XIII secolo, Amiens, Bibliothèque centrale Louis Aragon, Fonds ancien, ms. 379.
  -  Ordo iudiciarius, XIII secolo, Amiens, Bibliothèque centrale Louis Aragon, Fonds ancien, ms. 380.
  -  Ordo iudiciarius, XIII secolo, Darmstadt, Universitäts- und Landesbibliothek Darmstadt, Handschriften, Hs 1411.
  -  Ordo iudiciarius, XIII secolo, Uppsala, Universitetsbiblioteket Uppsala, Handskrifter, C. 573.
  -  Ordo iudiciarius, XIV secolo, Clermont-Ferrand, Bibliothèque du patrimoine, Fonds manuscrits, Ms. 202,  f. 1-80v.
- Minor ordinarius in iure canonico, XIII secolo, London, British Library, Additional MS, Add MS 3540,  ff. 1-7.
- Apparatus Compilationis I-III, XIII secolo, Paris, Bibliothèque Nationale de France, Fonds latin, Lat. 15399.